# Mauthausen
Mauthausen är en ort och kommun  i Österrike. Den ligger i distriktet Perg i förbundslandet Oberösterreich, 140 kilometer väster om huvudstaden Wien. 
Kommunen består av 13 orter (Ortschaften) (inom parentes invånarantal 1 januari 2024):

- Albern (128)
- Bernascheksiedlung (271)
- Brunngraben (234)
- Haid (47)
- Hart (96)
- Heinrichsbrunn (731)
- Hinterholz (260)
- Marbach (135)
- Mauthausen (932)
- Oberzirking (159)
- Reiferdorf (161)
- Ufer (1 489)
- Vormarkt (279)

Mellan 1938 och 1945 fanns här Österrikes största koncentrationsläger. 